# Radama II
Radama II (ur. 23 września 1829, zm. 12 maja 1863) – władca królestwa Imerina, które kontrolowało prawie cały Madagaskar; panował od 1861 do śmierci.

## Życiorys
Przed objęciem tronu znany jako książę Rakoto. W okresie skrajnie represyjnych rządów swojej matki zyskał dużą popularność wśród madagaskarskiego ludu za sprawą swoich działań na jego rzecz. Dążył do unieważniania wyroków skazujących na śmierć, które wydawała Ranavalona, oraz próbował zapobiec innym brutalnym karom. Pozwolił sobie być do dyspozycji również w nocy, by przyjmować ludzi przybywających z prośbą o wyproszenie u jego matki łaski dla skazanych na śmierć osób, a w przypadku jej odmowy osobiście udawał się na miejsce egzekucji i umożliwiał im ucieczkę. Jego czyny nie miały dla niego żadnych konsekwencji ze strony Ranavalony, która zdecydowała się jedynie na przeprowadzanie egzekucji w jak największej dyskrecji.
W 1857 r. zawarł tajne porozumienie z Francuzami, według którego Francja miała objąć protektoratem Madagaskar. Ida Pfeiffer, austriacka podróżniczka, uczestniczka spisku, była świadkiem zawiązania intrygi między nim a Francuzem, który cieszył się życzliwością ze strony królowej. Mieli dokonać zamachu stanu przeciwko królowej, lecz adoptowany syn królowej i rywal Radamy II –  Ramboasalama –  wykrył spisek. Skutkiem odkrycia przez Ranavalonę spisku było wygnanie z wyspy Europejczyków i okrutna rozprawa z około tysiącem własnych poddanych podejrzanych o udział w nim. Książę Rakoto ponownie interweniował: pomagał m.in. zagrożonym zakonnikom, ostrzegając ich przed pogonią wojsk królowej.
W 1861 królowa zmarła, a książę Rakoto objął po niej tron Madagaskaru, stając się królem Radamą II. Odszedł on od polityki terroru wewnętrznego swojej matki, a przede wszystkim od izolacjonizmu: otworzył granice dla Europejczyków, dzięki czemu misjonarze mogli kontynuować swą działalność w rządzonym przez niego kraju. Zawarł z Francją traktat, w którym został przez nią uznany „królem Madagaskaru”, jednak po dwu latach rządów został zamordowany.